# Інститут фізіології рослин і генетики НАН України
Інститут фізіології рослин і генетики НАН України (ІФРГ) є провідним науково-дослідним закладом України. Заклад розташований у Голосіївському районі міста Києва за адресою: вулиця Васильківська, 31/17. ІФРГ створено у 1946 р. на базі відділу фізіології живлення рослин і агрохімії Інституту ботаніки.

## Основні наукові напрями
Наукові дослідження інституту виконуються за перспективними напрямами, затвердженими Президією НАН України:
- з'ясування фізико-хімічних і молекулярно-біологічних закономірностей росту, розвитку та стійкості рослинних систем, створення на цій основі нових технологій і біотехнологій;
- всебічне вивчення процесів фотосинтезу, мінерального живлення рослин, біологічної азотфіксації, можливостей використання біологічно активних речовин, обґрунтування нових інтенсивних технологій вирощування і зберігання сільськогосподарської продукції;
- вивчення механізмів генетичних процесів з метою розробки принципів управління спадковою мінливістю живих організмів, розробка генетичних і фізіологічних основ селекції рослин.

Для спільної доробки та впровадження пропонуються сорти і гібриди озимої пшениці, жита, тритикале, кукурудзи селекції інституту, нові високоефективні конкурентоспроможні штами бульбочкових бактерій.

## Наукові школи

Герб Інституту

В інституті започатковані й успішно діють відомі наукові школи:
- з молекулярної генетики (засновник — академік НАН України Гершензон Сергій Михайлович);
- з експериментального мутагенезу рослин (засновник — академік НАН України Моргун Володимир Васильович);
- з фізіології росту і розвитку рослин (засновник — заслужений діяч науки УРСР, д.б.н. Ф. Л. Калінін);
- з фізіологічної ролі мікроелементів (засновник — академік АН УРСР і ВАСГНІЛ П. А. Власюк);
- з фізіології і екології фотосинтезу (засновник — член-кореспондент АН УРСР А. С. Оканенко).

До структури Інституту входить Дослідне сільськогосподарське виробництво.

## Науковці
- Гершензон Сергій Михайлович — завідувач відділу молекулярної генетики (1986—1987), радник дирекції (1987—1998).
- Гуляєв Борис Іванович — завідувач лабораторії продукційного процесу (1981—1984), завідувач відділу фізіології та екології фотосинтезу (1984—1989), провідний науковий співробітник (1989—2014).
- Доля Віктор Сидорович — директор науково-експериментальної бази, старший науковий співробітник (1952—1956).
- Коць Сергій Ярославович — вчений секретар (1997—2002), завідувач відділу симбіотичної азотфіксації (з 1998), заступник директора з наукової роботи (з 2002).
- Лісневич Лариса Олексіївна — завідувачка відділу молекулярної генетики (2000—2008).
- Мордерер Євген Юлійович — завідувач відділу фізіології дії гербіцидів (з 2000).
- Оканенко Аркадій Семенович — завідувач відділу фізіології та екології фотосинтезу (1958—1979).
- Островська Людмила Констянтинівна — завідувачка відділу біохімії (1959—1984).
- Слухай Степан Іванович — завідувач відділу водного режиму рослин (1968—1974).
- Стасик Олег Остапович — заступник директора з наукової роботи, завідувач відділу фізіології та екології фотосинтезу (з 2009).
- Хоменко Олексій Денисович — завідувач лабораторії фізіології живлення рослин (1958—1961), лабораторії застосування полімерів у сільському господарстві (1961—1964), відділу біомінеральних та комплексних добрив (1964—1968), відділу фізіології живлення рослин (1969—1983).
- Швартау Віктор Валентинович — завідувач відділу фізіології живлення рослин (з 2005).

### Директори
- 1946—1953 — агрохімік і фізіолог рослин, академік АН УРСР Душечкін Олександр Іванович
- 1953—1973 — фізіолог рослин, агрохімік і ґрунтознавець, академік АН УРСР і ВАСГНІЛ Власюк Петро Антипович
- 1973—1974 — фізіолог рослин, член-кореспондент АН УРСР Манорик Андрій Васильович
- 1974—1986 — фізіолог рослин і радіобіолог, академік НАН України Гродзинський Дмитро Михайлович
- з 1986 року — генетик і селекціонер, Герой України, академік НАН України Моргун Володимир Васильович.